# Barbacenia blackii
Barbacenia blackii är en enhjärtbladig växtart som beskrevs av Lyman Bradford Smith. Barbacenia blackii ingår i släktet Barbacenia och familjen Velloziaceae. Inga underarter finns listade.